# Polikarpow WIT
Die Polikarpow WIT (russisch Поликарпов ВИТ) ist ein sowjetisches Panzer-Jagdflugzeug aus der zweiten Hälfte der 1930er Jahre. WIT steht für Wosduschny Istrebitjel Tankow (russisch воздушный истребитель танков), Jagdflugzeug zur Panzerbekämpfung. Sie erschien nur als Prototyp.

## Entwicklung
Das Flugzeug entstand ab 1936 im Zentralen Konstruktionsbüro aufgrund einer Ausschreibung für ein schnelles, schwer bewaffnetes Kampfflugzeug. Das Ausgangsmuster dieses Modells war der schwere Begleitjäger ZKB-44, von dem mehrere Weiterentwicklungen geplant waren, so auch die Schlachtfliegerversion SWB mit 1000 bis 1100 kg Bombenlast und bis auf das nach hinten feuernde Abwehr-MG ohne Rohrwaffen. Realisiert wurde jedoch nur die WIT-1.
Sie war als freitragender Tiefdecker in Ganzmetallbauweise ausgelegt und besaß ein Heckradfahrwerk, dessen Haupträder in die Triebwerksgondeln einziehbar war. Als Antrieb dienten zwei 700-kW-Motoren. Bewaffnet war die WIT-1 mit vier 37-mm-Kanonen in den Tragflächen, einer 20-mm-Kanone im Rumpfbug sowie einem beweglichen 7,62-mm-MG im Heckabwehrstand. Zusätzlich konnten noch intern 600 kg Bomben mitgeführt werden. 1937 entstand ein Prototyp.
Da dieses Modell mit Stabilitätsproblemen zu kämpfen hatte, überarbeitete Nikolai Polikarpow den Entwurf noch einmal und konstruierte die ZKB-48 mit verändertem Doppelleitwerk, besseren Motoren, stärkerer Bewaffnung und anderer Kabine. Dieser Prototyp flog erstmals am 11. Mai 1938. Die Flugleistungen waren gut, und es wurden 50 Flugzeuge unter der Bezeichnung WIT-2 bestellt, von denen man jedoch kein einziges produzierte. Nachfolgemodell war die etwas kleinere Polikarpow SPB(D), von der fünf Stück gebaut wurden.

## Technische Daten
| Kenngröße             | Daten der WIT-1 (ZKB-44)                                           | Daten der WIT-2 (ZKB-48)                                             |
| --------------------- | ------------------------------------------------------------------ | -------------------------------------------------------------------- |
| Besatzung             | 2 (Pilot / Bordschütze)                                            | 2 (Pilot / Bordschütze)                                              |
| Spannweite            | 16,0 m                                                             | 16,5 m                                                               |
| Länge                 |                                                                    | 12,25 m                                                              |
| Flügelfläche          | 40,4 m²                                                            | 40,76 m²                                                             |
| Flügelstreckung       | 6,3                                                                | 6,7                                                                  |
| Startmasse            | 5433 kg                                                            | 6300 kg                                                              |
| Triebwerke            | zwei flüssigkeitsgekühlte Zwölfzylinder-V-Motoren                  | zwei flüssigkeitsgekühlte Zwölfzylinder-V-Motoren                    |
| Typ                   | M-103                                                              | M-105                                                                |
| Leistung              | 960 PS (706 kW)                                                    | 1.050 PS (772 kW)                                                    |
| Höchstgeschwindigkeit | 450 km/h in Bodennähe 530 km/h in 3000 m Höhe                      | 486 km/h in Bodennähe 513 km/h in 4500 m Höhe                        |
| Gipfelhöhe            | 8000 m                                                             | 8200 m                                                               |
| Reichweite            | 1000 km                                                            | 1000 km                                                              |
| Startrollstrecke      |                                                                    | 450 m                                                                |
| Landerollstrecke      |                                                                    | 400 m                                                                |
| Bewaffnung            | vier 37-mm-Kanonen eine 20-mm-Kanonen ein 7,62-mm-MG 600 kg Bomben | vier 37-mm-Kanonen zwei 20-mm-Kanonen zwei 7,62-mm-MG 1000 kg Bomben |